# 리브레오피스 라이터
리브레오피스 라이터(LibreOffice Writer)는 리브레오피스 제품군을 구성하는 한 요소로 오픈 소스 워드 프로세서이며, OpenOffice.org 라이터에서 갈라졌다. 마이크로소프트 워드와 코렐 워드퍼펙트와 비슷하며 기능 일부는 똑같다. 윈도, 맥 OS, 리눅스 등 다양한 플랫폼에서 사용할 수 있다.

## 기능
라이터는 ODT, DOC, DOCX, RTF, XHTML와 같은 다양한 파일 형식을 편집하고 저장할 수 있다.
라이터는 단어 자동 완성과 PDF 형식으로 내보내기와 같은 여러 기능을 제공한다.

## 배포 역사
리브레오피스 라이터 버전들:
| 배포 날짜       | 버전 | 비고 |
| --------------- | ---- | --- |
| 2011년 1월 25일 | 3.3  | - MS Works 문서 불러오기 - SVG 불러오기 - 워드퍼펙트 불러오기 개선                                                               |
| 2011년 6월 3일  | 3.4  | - 새로운 그레이디언트와 그림자 효과, 색상 설정 - Cairo를 사용하여 텍스트 렌더링이 향상됨                                         |
| 2012년 2월 14일 | 3.5  | - 머리말/꼬리말을 쉽게 추가/제거 - 내장 맞춤법 검사기 속도 향상 - 사용자 정의 모양 불러오기 개선 - Microsoft Visio 불러오기 필터 |

## 도구
텍스트 도큐먼트(text documents) 또는 워드 프로세서인 리브레오피스 라이터(Writer)는 각주(foot note)와 미주(end note) 삽입(Insert) 기능에서 스위칭 바로가기 기능을 기본으로 지원함으로써 빠른 논문 작성 및 관리를 지원한다. 한편 리브레오피스 도움말에서는 각주는 페이지 끝에 오는 주석(reference)을 그리고 미주는 문서 끝에 오는 주석이라고 설명하고 있다. 또한 전문적인 사용을 지원하는 커스터마이징 정책에 의해 별도의 단축키를 설정할 수 있도록 하고 있다.

## 같이 보기
- 리브레오피스 캘크
- 오피스 제품군 비교
- 워드 프로세서 목록